# Korsthoutskoolzwam
De korsthoutskoolzwam (Hypoxylon deustum) is een schimmel behorend tot de familie van de  Xylariaceae. Hij leeft zowel parasitair als saprofytisch op verschillende loofbomen. Vooral lindebomen en beuken worden door de schimmel aangetast. De korsthoutskoolzwam komt veel voor in Europa en Noord-Amerika. De schimmel veroorzaakt wortelrot en stambasisrot en zelden zacht rot in de hogere delen van de boom.

## Kenmerken

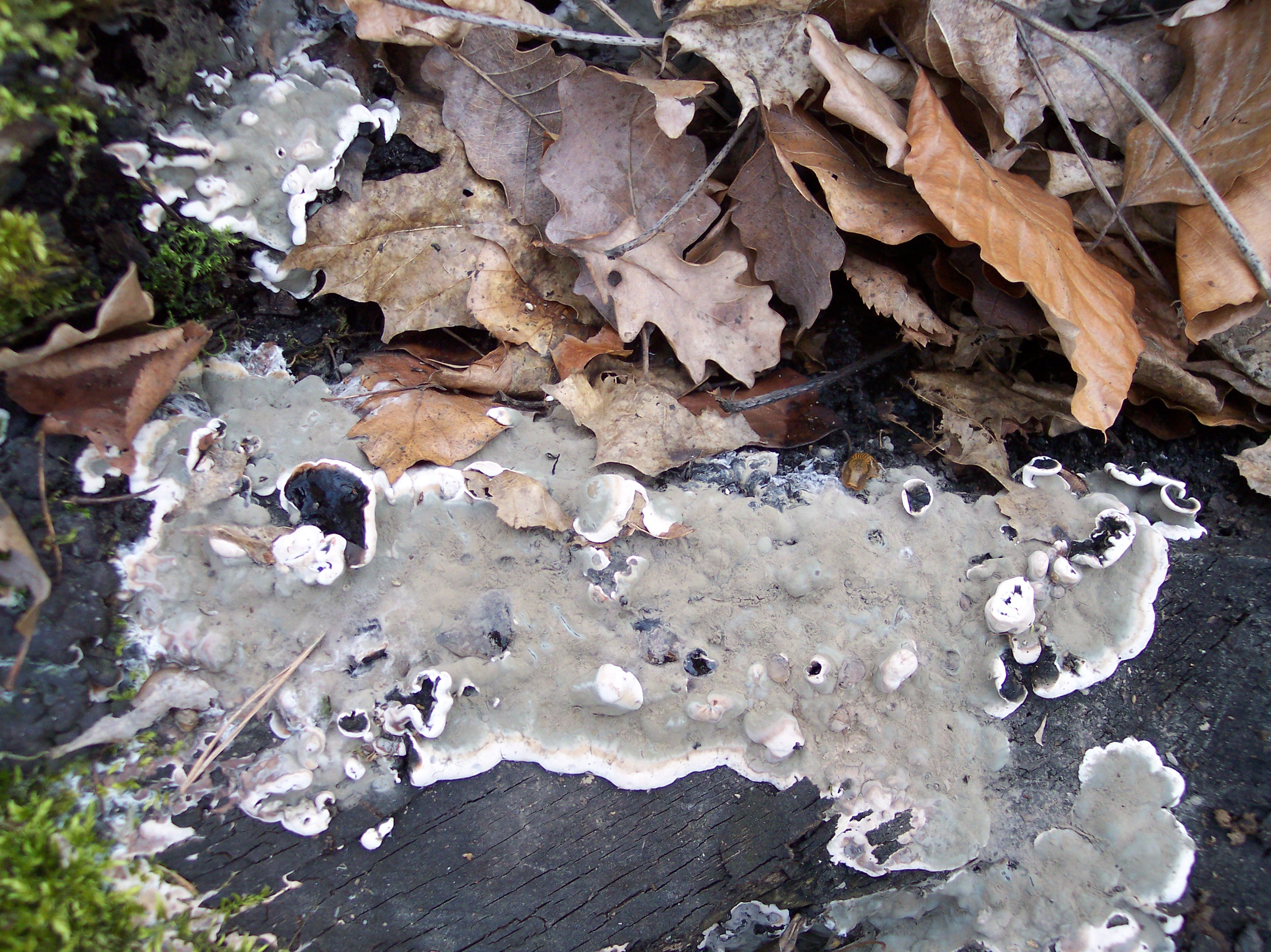
Conidiënvorming

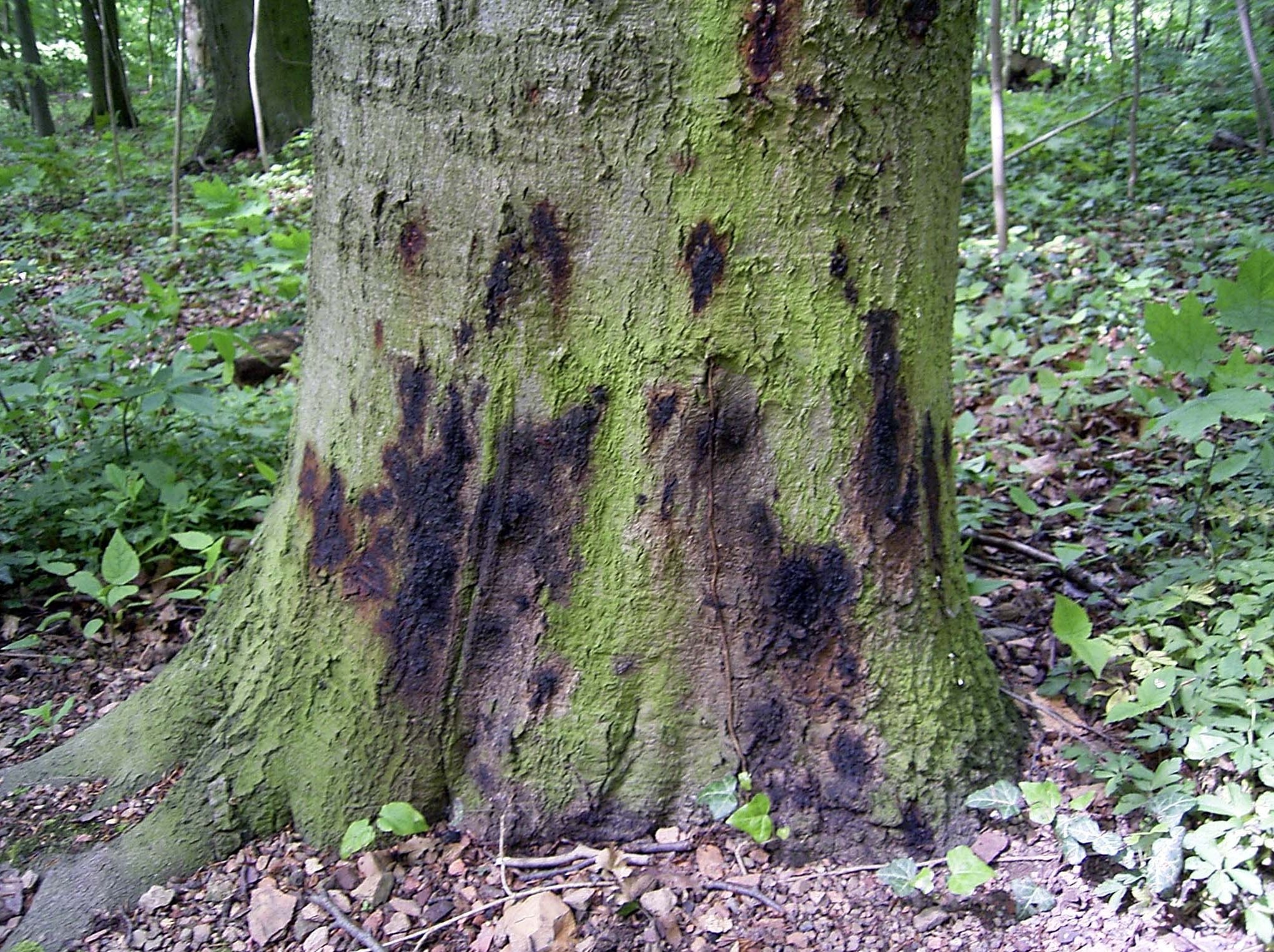
Aantasting stambasis

### Uiterlijke kenmerken
De korsthoutskoolzwam vormt een korstvormig, zwart-wit stroma met onregelmatig gevormde randen, dat 0,2–2 cm dik is. Het oppervlak is grof, onregelmatig dik-bultig. De perithecium-openingen vormen putjes in het oppervlak. Het stroma is zeer hard en bij het ouder worden voelt het aan als houtskool. Binnenin het stroma zitten vele tot 1,5 mm brede, sferische tot eivormige peritheciën. Het sporenpoeder is zwart. In het voorjaar worden de conidiën gevormd, die dan een grijze, dunne laag op het stroma vormen.

### Microscopische kenmerken
De sporenzakjes hebben een cilindrische steel en zijn ongeveer 410–480 micrometer lang en 10–14 µm breed. De top van de ascus kleurt blauw met Melzers reagens. De gladde sporen zijn onregelmatig elliptisch en hebben 2 lichtgekleurde oliedruppels en een in de lengte lopende kiemopening. De kiemopening loopt niet helemaal langs de spore. Ze zijn 27–35(–38) × 7–9 µm. De sporen rijpen in de herfst.

## Taxonomie
De soort werd voor het eerst beschreven in 1787 door Georg Franz Hoffmann als Sphaeria deusta, maar vier jaar later plaatste Bulliard hem in het geslacht Hypoxylon. Lange tijd stond het toen bekend als Hypoxylon deustum en Ustulina deusta en kwam ook relatief vaak voor. Pas in 1970 plaatste Philip Michael Dunlop Martin de schimmel in het geslacht Kretzschmaria. Een geslacht dat Elias Magnus Fries al in 1849 had beschreven.